# (31864) 2000 EC86
2000 EC86 (asteroide 31864) é um asteroide da cintura principal. Possui uma excentricidade de 0.09541340 e uma inclinação de 15.62736º.
Este asteroide foi descoberto no dia 8 de março de 2000 por LINEAR em Socorro.